# Resolution 660 des UN-Sicherheitsrates
Resolution 660 des UN-Sicherheitsrates vom 2. August 1990 wurde als Reaktion auf den Beginn des Zweiten Golfkriegs durch den Einmarsch irakischer Truppen in das Nachbarland Kuwait beschlossen.

## Resolutionstext
„Der Sicherheitsrat,

zutiefst beunruhigt über die Invasion Kuwaits durch die Streitkräfte des Irak am 2. August 1990,

feststellend, dass mit der irakischen Invasion Kuwaits ein Bruch des Weltfriedens und der internationalen Sicherheit vorliegt,

tätig werdend nach Artikel 39 und 40 der Charta der Vereinten Nationen,

1. verurteilt die irakische Invasion Kuwaits;
2. verlangt, dass Irak alle seine Streitkräfte unverzüglich und bedingungslos auf die Stellungen zurückzieht, in denen sie sich am 1. August 1990 befanden;
3. ruft Irak und Kuwait auf, unverzüglich eingehende Verhandlungen zur Lösung ihrer Differenzen aufzunehmen, und unterstützt alle diesbezüglichen Anstrengungen, insbesondere jene der Liga der Arabischen Staaten;
4. beschließt, bei Bedarf erneut zusammenzutreten, um weitere Maßnahmen zu erwägen, die die Einhaltung dieser Resolution sicherstellen sollen.

Bei Abwesenheit des Jemen wurde diese Resolution einstimmig angenommen.“